# Karvonsaari
Karvonsaari är en ö i Finland. Den ligger i sjön Saittajärvi och i kommunen Kuopio i den ekonomiska regionen  Kuopio ekonomiska region  och landskapet Norra Savolax, i den centrala delen av landet, 300 km norr om huvudstaden Helsingfors. Öns area är 1,7 hektar och dess största längd är 270 meter i sydöst-nordvästlig riktning.